# Bridget Jones's Baby
Bridget Jones's Baby (bra: O Bebê de Bridget Jones; prt: O Bebé de Bridget Jones) é um filme irlando-franco-britano-estadunidense de 2016, do gênero comédia romântica, dirigido por Sharon Maguire e baseado em um roteiro de Helen Fielding, Dan Mazer e Emma Thompson, a partir de uma história de Fielding.
O filme é a continuação de Bridget Jones: The Edge of Reason (2004) e o terceiro da série Bridget Jones. Ele também marca o retorno de Renée Zellweger ao cinema após um hiato de seis anos.
Estreou no Odeon Leicester Square em Londres em 5 de setembro de 2016 e foi lançado no Reino Unido e nos Estados Unidos em 16 de setembro. Com críticas geralmente positivas, Bridget Jones's Baby arrecadou mais de US$ 211 milhões mundialmente, superando seu orçamento de produção de US$ 35 milhões.
Uma nova sequência, Bridget Jones: Mad About the Boy, foi lançada em 13 de fevereiro de 2025.

## Sinopse
No seu 43º aniversário, Bridget Jones vai ao funeral de seu ex-namorado Daniel Cleaver, dado como morto após um acidente de avião. Lá, ela encontra seu outro ex, Mark Darcy, acompanhado de sua esposa Camilla.
Atualmente, Bridget trabalha como produtora de televisão e é amiga íntima da colega Miranda. Após passar seu aniversário sozinha, Bridget decide abraçar a vida de solteira, aceitando o convite de Miranda para ir a um festival de música, onde ela conhece um homem bonito, Jack. Naquela noite, depois de beber demais, Bridget entra na tenda errada, achando que é a dela e de Miranda. Jack a convida para ficar, e eles acabam passando a noite juntos. Quando Bridget acorda sozinha no dia seguinte, ela vai embora, sem saber que Jack estava fora, indo comprar café da manhã para os dois.
De volta para casa, Bridget vai ao batizado do bebê de seu amigo Jude, onde ela é madrinha, e Mark é convidado de última hora para ser padrinho. Ele lhe conta que ele e Camilla estão se divorciando e que Camilla só foi ao funeral para dar apoio moral. Ao perceber que ainda estão apaixonados, Bridget e Mark passam a noite juntos. No entanto, Bridget sai antes de Mark acordar e deixa um bilhete, explicando que tem medo de repetir os mesmos erros do passado.
Algumas semanas depois, Bridget descobre que está grávida. Ela decide ficar com o bebê, mesmo sendo solteira. Ao ir à clínica da Dra. Rawlings, ela percebe que o pai pode ser Mark ou Jack. Ela tenta entrar em contato com Jack, mas só consegue saber dele quando Miranda o vê em um anúncio de televisão e descobre que ele é o bilionário matemático Jack Qwant, criador de um site de namoro.
Bridget e Miranda elaboram um plano para trazer Jack ao programa de notícias em que trabalham, para obter uma amostra de DNA. Embora Bridget tente se manter incógnita, Jack a reconhece e pergunta por que ela o deixou depois da noite que passaram juntos. Ela se desculpa, dizendo que está grávida, mas não menciona Mark. Inicialmente surpreso, Jack acaba assumindo o papel de pai. Bridget também conta a Mark sobre a gravidez, e ele fica tão emocionado que ela não consegue falar sobre Jack. O Dr. Rawlings sugere um teste de DNA por amniocentese, mas Bridget decide não fazer, temendo o risco de um aborto espontâneo.
Bridget convida Jack para um evento de trabalho e se surpreende ao ver que Mark também aparece. Os três saem para jantar, onde Bridget finalmente admite que não sabe quem é o pai. Embora Jack fique desapontado, ele reage bem à notícia, enquanto Mark fica chateado e vai embora. Contudo, ele acaba se mostrando solidário, e os três começam a frequentar aulas pré-natais. Mark e Jack ficam cada vez mais ciumentos do vínculo de Bridget com o outro e tentam superar um ao outro.
Mark se sente cada vez mais incomodado com o relacionamento de Bridget e Jack e fica devastado quando Jack deixa Mark acreditar que eles tiveram relações sexuais desprotegidas, o que aumenta a probabilidade de Jack ser o pai. Mark se afasta e ignora as ligações de Bridget. Jack pede para ela se mudar com ele, mas depois eventualmente confessa o que disse a Mark. Chateada, Bridget corre para contar a Mark, mas ao ver Camilla chegando à casa dele, ela decide ir embora.
Já com nove meses de gestação, Bridget se vê trancada para fora de sua casa na chuva. Mark chega e invade o apartamento para ajudá-la. Ele explica que Camilla estava lá para pegar seus últimos pertences. Quando estão prestes a se beijar, a bolsa de água de Bridget estoura. Quando o celular dele toca, Mark, de forma romântica, o joga pela janela, deixando-os sem meios de pedir ajuda. Eles finalmente chegam ao hospital com a ajuda de um entregador de pizza e Jack. Mais tarde, Jack se desculpa com Mark por seu comportamento. Bridget dá à luz um menino saudável, chamado William, e seus amigos e pais a visitam, com sua mãe vindo de uma eleição para o conselho paroquial, que ela acabou de ganhar com a ajuda de Bridget na campanha. A Dra. Rawlings leva Mark e Jack para fazer o teste de DNA, e ambos desejam sorte um ao outro.
Um ano depois, Bridget se casa com Mark, o pai de William. Jack é o padrinho, sem demonstrar nenhum ressentimento ou ciúmes, brincando feliz com William. Bridget expressa sua satisfação por tudo ter dado certo. No entanto, uma manchete de jornal revela que Daniel foi encontrado vivo.

## Elenco
- Renée Zellweger como Bridget Jones
- Colin Firth como Mark Darcy, QC
- Patrick Dempsey como Jack Qwant
- Jim Broadbent como Colin Jones, pai de Bridget
- Gemma Jones como Pamela Jones, mãe de Bridget
- Sarah Solemani como Miranda, amiga de Bridget e âncora do Hard News
- James Callis como Tom
- Shirley Henderson como Jude
- Sally Phillips como Sharon "Shazzer"
- Neil Pearson como Richard Finch, colega de Bridget
- Kate O'Flynn como Alice Peabody, chefe da Hard News
- Emma Thompson como Doutora Rawlings

## Produção
Em julho de 2009 a revista Variety anunciou que um terceiro filme estaria nos primeiros estágios de produção. A produtora Working Title Films confirmou que o longa desta vez não seria baseado no terceiro romance da série de Helen Fielding, mas em suas colunas para o jornal britânico The Independent de 2005.
Em julho de 2011, Paul Feig estava em negociações finais para dirigir o longa com base no roteiro de Fielding. Mais tarde, em outubro, o site americano Deadline.com noticiou que Feig abandonara o projeto alegando diferenças criativas com a produtora Working Title. Em 2014, numa entrevista, Hugh Grant mencionou a existência de um roteiro pronto do longa, porém descartou a hipótese de reprisar seu papel.
Em junho de 2015, foi anunciado que as negociações para o filme estavam a todo o vapor e Sharon Maguire, diretor do primeiro filme, retornaria para dirigir o longa. Em setembro, Patrick Dempsey se juntou ao elenco.

## Filmagem
As filmagens iniciais, que duraram pouco tempo, começaram em julho de 2015 em Dublin, onde as primeiras cenas foram feitas durante o show de Ed Sheeran no Croke Park. A fotografia principal com o elenco teve início oficialmente em 2 de outubro de 2015 em Londres. Cenas internas, como as do estúdio de televisão e os interiores da enfermaria do hospital, foram gravadas nos palcos 5 e 6 dos West London Film Studios. 
Em 13 de outubro de 2015, foram realizadas filmagens no Borough Market, seguidas por outras em Windsor Great Park, em Rosy Bottom, ainda em outubro. As gravações foram concluídas em 27 de novembro de 2015, com uma semana de refilmagens começando em 8 de janeiro de 2016.

## Trilha sonora
A trilha sonora oficial do filme foi lançado em 16 de setembro de 2016 pela Universal Music Group.
| N.º | Título                                       | Artista(s)           | Duração |  |
| 1.  | "Still Falling for You"                      | Ellie Goulding       | 4:03    |  |
| 2.  | "Meteorite"                                  | Olly Alexander       | 3:27    |  |
| 3.  | "Reignite"                                   | Knox Brown e Gallant | 3:25    |  |
| 4.  | "Thinking Out Loud" (versão Campfire)        | Ed Sheeran           | 4:12    |  |
| 5.  | "Hold My Hand"                               | Jess Glynne          | 3:46    |  |
| 6.  | "Slave to the Vibe" (edição de rádio)        | Billon               | 2:48    |  |
| 7.  | "King"                                       | Years & Years        | 3:34    |  |
| 8.  | "Run"                                        | Tiggs Da Author      | 2:50    |  |
| 9.  | "Fuck You"                                   | Lily Allen           | 3:41    |  |
| 10. | "The Hurting Time"                           | Lennox               | 7:33    |  |
| 11. | "Jump Around"                                | House of Pain        | 3:37    |  |
| 12. | "That Lady, Pts. 1 & 2"                      | The Isley Brothers   | 5:36    |  |
| 13. | "Walk On By"                                 | Dionne Warwick       | 2:57    |  |
| 14. | "Just My Imagination (Running Away with Me)" | The Temptations      | 3:49    |  |
| 15. | "I Heard It Through the Grapevine"           | Marvin Gaye          | 3:14    |  |
| 16. | "We Are Family" (versão single)              | Sister Sledge        | 3:37    |  |
| 17. | "Ain't No Stoppin' Us Now"                   | McFadden & Whitehead | 3:37    |  |
| 18. | "Race to Mark's Flat"                        | Armstrong            | 2:13    |  |
| 19. | "Wedding"                                    | Armstrong            | 3:08    |  |

## Recepção da crítica
O filme possui 78% de aprovação no Rotten Tomatoes, com uma nota média de 6,33/10 baseada em 209 avaliações. O consenso geral afirma: "Embora 'O Bebê de Bridget Jones' chegue um pouco atrasado, os fãs da série ainda devem achar a terceira parte um pacote de alegria". No Metacritic, o filme obteve uma pontuação de 59 em 100, com base em 42 avaliações, indicando "críticas mistas ou médias". As audiências consultadas pelo CinemaScore deram ao filme uma nota média de "B+", na escala que vai de A+ a F.

## Prêmios e indicações
"Bridget Jones's Baby" foi indicado ao Prêmio do Público de Melhor Filme Europeu no 30º European Film Awards. Em 2017, o filme recebeu uma indicação ao prêmio de Melhor Filme Estrangeiro no Globe de Cristal Awards e também foi nomeado para Melhor Filme do Ano no Diversity in Media Awards. Craig Armstrong foi reconhecido com o prêmio da ASCAP Film and Television Music Awards por sua contribuição musical ao filme.